# Московские монетные дворы
Первые монеты в Москве были отчеканены в XIV веке, приблизительно после 1380 года. Современный Моско́вский моне́тный двор не имеет непосредственного отношения к монетным дворам, существовавшим в Москве вплоть до XIX века.

## Старый Московский денежный двор
Московский денежный двор был открыт на улице Варварке. С 1535 года чеканил Единую общерусскую монету, установленную денежной реформой Елены Глинской. В 1595 денежный двор был переведён в Кремль. В начале XVII века во время польско-шведской интервенции денежный двор был захвачен польско-литовскими войсками, которые наладили там выпуск легковесной монеты русского типа.
Несмотря на открытие в 1654 году нового денежного двора, старый продолжил свою работу. В 1654 году он выпускал золотые наградные монеты для служилых людей и новых подданных Русского государства после присоединения к нему Левобережной Украины. В 1655 — первой половине 1656 года на денежном дворе проводилась надчеканка ефимков. В 1655 чеканились проволочные копейки из меди, а также грошевики и деньги. Отчеканенные на старом денежном дворе монеты имели знак «{\displaystyle {\stackrel {o}{M}}}».
В 1663 году новый денежный двор было велено закрыть, а «старый денежный серебряного дела двор на Москве завести». Старый Московский денежный двор на несколько десятилетий оставался единственным в Российском государстве. Он был закрыт после денежной реформы Петра I.

## Новый Московский Английский денежный двор
С 1654 года чеканил медные и серебряные рубли, полтинники, ефимки и монеты других номиналов в период денежной реформы Алексея Михайловича. По мнению историка А. С. Мельниковой, денежный двор имел именно такое название только потому, что находился на территории, где проживали английские купцы. Версия о том, что первые крупные монеты (рубль, полтинник, полуполтинник, гривна) чеканились на Английском монетном дворе в Англии или на новом оборудовании из Англии историками не озвучена и не изучена. Существует значительное отличие в качестве изготовления рублей и медных полтинников 1654 года. Если признать изготовление первых рублей в Англии, а полтинников по английскому образцу (на новом английском оборудовании), то это могло бы означать приобретение или изготовление нового оборудования — винтового пресса. Считается, что первый винтовой пресс появился в России при Петре I (в ходе захвата во время военных действий). Одни из ранних монет и медалей уже изготавливались за границей — Корабельник Иоанна III (совместное правление Ивана Васильевича и Ивана Ивановича), коронационная медаль Лжедмитрия.
Предположительно, новый Московский английский денежный двор впоследствии стал называться по-другому. Слово «новый» в наименовании монетного двора было применительно и к другим монетным дворам, вновь открытым или после реконструкции.

## Красный монетный двор
Красный (Китайский, Старый) монетный двор в Москве у Китайгородской стены (обозначения на аверсе или реверсе — КД, ММД, ММ)
Работал с перерывами с 1697 по 1797 год. На нем чеканились общегосударственные золотые, серебряные и медные монеты различных достоинств, а также некоторые монеты специальных выпусков (для Прибалтийских провинций, Пруссии). Участвовал в массовой перечеканке медных монет 1762 и 1796 годов с двукратным увеличением их монетной стопы, а также в обратной перечеканке этих монет с приведением их в прежнюю монетную стопу.
Обратную перечеканку монет 1796 года производил специальными штемпелями с обозначением Екатеринбургского монетного двора.

## Кадашёвский монетный двор
Кадашёвский (Хамовный, Замоскворецкий, Военно-морской, Адмиралтейский) монетный двор в Москве, в Кадашёвской слободе (обозначения на аверсе или реверсе — ММ, МД, МДЗ, МДД, МОНЕТНОГО ДЕНЕЖНОГО ДВОРА, М, МОСКВА)
Работал с 1701 по 1736 или 1737 год. Чеканил золотые, серебряные и медные монеты различных достоинств. Медные монеты чеканились на специальном отделении двора, которое было открыто в 1704 году.

## Набережный монетный двор
Набережный Медный монетный двор в Москве на территории Кремля (обозначения на аверсе или реверсе — НД, НДЗ, НДД)
Работал с 1699 по 1727 год. Чеканил медные монеты всех достоинств.

## Набережный Серебряный монетный двор
Набережный Серебряный монетный двор в Москве на территории Кремля
Работал с 1701 года. Чеканил серебряные копейки дореформенного образца. Был закрыт в 1718 году в связи с прекращением выпуска серебряных копеек. Собственного обозначения на монетах не проставлял.

## Новый монетный двор
Новый монетный двор в Москве на Красной площади
Работал с 1700 года. Чеканил серебряные копейки дореформенного образца. Был закрыт в 1718 году в связи с прекращением выпуска серебряных копеек. Собственного обозначения на монетах не проставлял.

## Плащильная мельница
Плащильная мельница в Москве на реке Яузе
Работала с 1727 по 1730 года и с 1734 по 1736 год. Чеканила медные монеты различных достоинств. Собственного обозначения на монетах не проставляла.

## Варварский монетный двор
Варва́рский монетный двор находился в Китай-городе на Варварке, между каменной церковью Варвары Великомученицы и Английским двором. Возник, вероятно, во время проведения денежной реформы великой княгини Елены Глинской (1533—1538 гг.). Во времена опричнины и последующие годы правления Ивана Грозного производство Монетного двора приходит в упадок. К XVII веку варварский монетный двор упразднён, это было связано с тем, что монетный двор, зажатый строениями, не смог расширяться и соответственно развивать своё производство. Монетный двор был огорожен забором. Основу двора составляла каменная палата из двух этажей. Второй этаж: «белая» палата с каменными сенями; первый этаж — «чёрная» палата с кухней, а в самом низу — каменный погреб.